# Coryphasia melloleitaoi
Coryphasia melloleitaoi är en spindelart som beskrevs av Benedicto Abílio Monteiro Soares och Hélio Ferraz de Almeida Camargo 1948. 
Coryphasia melloleitaoi ingår i släktet Coryphasia och familjen hoppspindlar. Inga underarter finns listade i Catalogue of Life.